# 孫藝真
孫藝真（：／，1982年1月11日—），韓國女演員，本名孫彥眞（韓語：손언진），常見譯名為孫藝珍。她是韓國80後女演员中唯一獲得三大电影獎（大鐘賞、青龍電影獎、百想艺术大赏）的大滿貫影后，其主演的電視劇例如《夏日香氣》、《經常請吃飯的漂亮姐姐》、《愛的迫降》等亦深受觀眾喜愛。

## 演藝經歷
- 2000年，以奇幻懸疑片《秘密（朝鲜语：비밀 (2000년 영화)）》配音為出道作品。
- 2001年，與蘇志燮、鄭俊、蘇幼貞等共同主演了都市愛情劇《美味關係》，扮演熱衷於烹飪的富家千金；8月20日主演愛情劇《善姬與真姬（朝鲜语：선희 진희）》，扮演性格活潑開朗、待人坦誠的“申善姬”，憑藉該劇獲得MBC演技大賞新人女演員獎。
- 2002年，與崔岷植、安聖基合作主演由林權澤執導的傳記電影《醉畫仙》[9]，片中飾演美麗端莊的李府千金，為首次擔任電影主演。該片受邀第55屆 坎城影展官方競賽單元並獲得最佳導演獎，也為孫藝真帶來更多的關注；8月15日與車太鉉、李恩宙合作主演愛情電影《向左愛向右愛（朝鲜语：연애소설 (영화)） 》，憑藉該片榮獲第22屆韓國電影評論家協會最佳女新人獎。
- 2003年，1月30日在與曹承佑、趙寅成共同主演的愛情電影《假如愛有天意》中分別飾演初戀巧妙地相似的母女，此片被視為韓國愛情電影界的經典[1]，孫藝真因此獲封「國民初戀」[2]也獲得了第39屆百想藝術大賞電影部門女子新人演技賞和第40屆大鐘獎最佳女新人獎；7月7日搭檔宋承憲主演愛情電視劇《夏日香氣》，此為引領韓流文化的尹錫湖導演四季系列的第三部作品，進一步鞏固孫藝真韓流明星的地位[10][11]。
- 2004年，和鄭雨盛搭檔主演李宰漢執導的愛情電影《我腦海中的橡皮擦》，影片上映後觀影人次突破200萬位列韓國年度電影票房第五名，在日本公映時票房也超過了30億日元，打破了韓國電影在日本上映的票房紀錄[12]，也獲得了中國大陸金雞百花獎最佳外語片女主角獎，成功收穫亞洲人氣。
- 2005年，9月7日與裴勇浚搭檔主演愛情電影《外出》，以平靜而深刻的方式描繪遭到丈夫背叛的人妻情感，該片再度打破《我腦海中的橡皮擦》在日本的票房紀錄，孫藝真憑藉該角色首次入圍青龍電影獎最佳女主角並獲得第51屆亞太影展最佳女主角獎。
- 2006年，以當時業界最高單集片酬接演愛情電視劇《戀愛時代》[13]，憑此劇獲得了第43屆百想藝術大賞電視部門女子最優秀演技獎以及當年SBS演技大賞女子最優秀演技獎。
- 2008年，開始嘗試不同類型的角色，先是在動作懸疑電影《無防備都市（英语：Open City）》飾演性感美豔的國際偷竊集團首領，接著在電視劇《聚光燈》飾演为了独家新闻不惜赴汤蹈火的社会记者。之後在與金柱赫主演的愛情喜劇片《我的花心老婆》飾演想一妻多夫的女人，此片讓孫藝真在青龍電影獎影史上成為唯一一次拿下最佳女主角、人氣明星、最佳情侶三項大獎的人，並獲得第45屆百想藝術大賞電影部門女子最優秀演技獎。
- 2009年，搭檔韓石圭與高洙主演日本長篇推理小說改篇的電影《白夜行（英语：White Night (2009 film)）》，飾演擁有矛盾性格和悲慘童年的嫌犯女兒，榮獲第10屆亞太製片人協會（APN）亞洲電影人物獎和第31屆青龍電影獎人氣明星獎等。
- 2010年，重返小螢幕與李敏鎬主演都市愛情喜劇《個人取向》[14]並特別出演《秘密花園》最後一集[15]。
- 2011年，與李民基合作愛情喜劇片《我的見鬼女友》突破300萬觀影人次，讓她穩坐浪漫喜劇女王與票房女王的寶座[16]。
- 2013年，5月27日與金南佶合作主演都市情感劇《鯊魚》；10月24日第二次與金甲洙合作主演驚悚電影《共犯》，此片是孫藝真認為從影以來最難的角色與作品[17]並入圍了第35屆青龍電影獎最佳女主角獎。
- 2014年，與金南佶二度合作古裝動作片《海賊：汪洋爭霸》再次轉型變身為海盜首領[18]，電影票房達860萬觀影人次，除了達到孫藝真忠武路上最高紀錄也得到「3000萬女演員」的稱號[19]，之後憑藉該片獲得第51屆大鐘賞最佳女主角獎。至此，實現個人大滿貫影后紀錄！
- 2015年，出演中韓合拍的喜劇動作電影《壞蛋必須死》，與申鉉濬、陳柏霖、乔振宇等人合作，全片在濟州島拍攝。[20][21]
- 2016年，6月23日與金柱赫二度搭檔懸疑驚悚電影《追兇倒數15日（朝鲜语：비밀은 없다）》，角色失控的陰暗面倍受好評[22]，榮獲第25屆釜日電影獎、第22屆春史電影獎、第36屆韓國電影評論家協會獎的最佳女主角獎，實現個人小滿貫[23]；8月10日與朴海日聯袂主演人物傳記電影《德惠翁主》，孫藝真第一次飾演真人並沉浸於角色中，細膩且深不可測的情感在電影上映後好評如潮水般湧來並被譽為人生作品[24][25]，憑此片獲得了第53屆大鐘賞最佳女主角、第53屆百想藝術大賞電影部門女子最優秀演技獎。
- 2018年，先是時隔5年回歸電視螢幕搭檔丁海寅主演《經常請吃飯的漂亮姐姐》；接著與蘇志燮於2017年合拍的愛情電影《現在，很想見你》上映；9月搭檔玄彬主演首部以警匪談判為題材的電影《极智对决》飾演談判專家，兩部電影票房的成功讓孫藝真這位「信看演員」成為2018年韓國電影女演員觀衆動員力第一名[26]。
- 2019年，再度搭檔玄彬合作浪漫愛情劇《愛的迫降》，飾演愛上北韓軍官的韓國上位圈1%財閥繼承女「尹世理」，播出後刷新《孤單又燦爛的神—鬼怪》紀錄成為tvN電視台當時最高收視率[27][註 1]，被美國《華盛頓郵報》評為「必須看的國際系列推薦作品」[29]以及《時代雜誌》票選為Netflix十大韓劇[30]。憑此劇在亞洲所颳起的韓流旋風，讓孫藝真獲得了第56屆百想藝術大賞女子人氣獎、第15屆首爾國際電視節韓流連續劇女子演技獎以及第7屆APAN Star Awards明星獎。

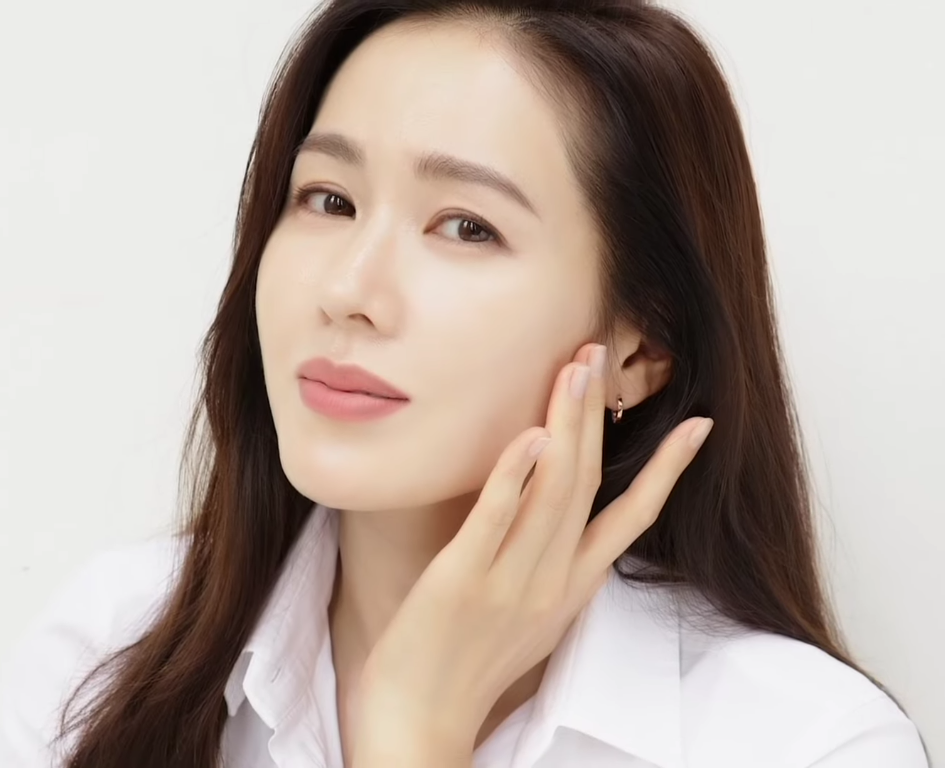
2021年的孫藝真

- 2021年，搭檔田美都、金芝贤主演女性題材劇《三十九》，為JTBC電視台水木檔最高收視紀錄[31]，也是孫藝真婚前最後一部作品[32]。年底，韓國電影振興委員會（朝鲜语：영화진흥위원회）（KOFIC）推動國際宣傳計畫「Korean Actors 200」，選出電影界具代表性演員，孫藝真當然也位列其中[33]，其敘述是：|  | 永恆的熱門演員。可以熟練地涵蓋愛情、動作和驚悚類型，她堅強的心態和不屈不撓的精神不斷讓世界驚嘆。 |
- 2024年，被第28屆富川國際奇幻電影節選定為演員特別展的主角並出席開幕式紅毯[34]。接著與李炳憲、朴贊郁導演首度合作驚悚電影《無可奈何》，為復出螢幕之作[35]。

## 個人生活

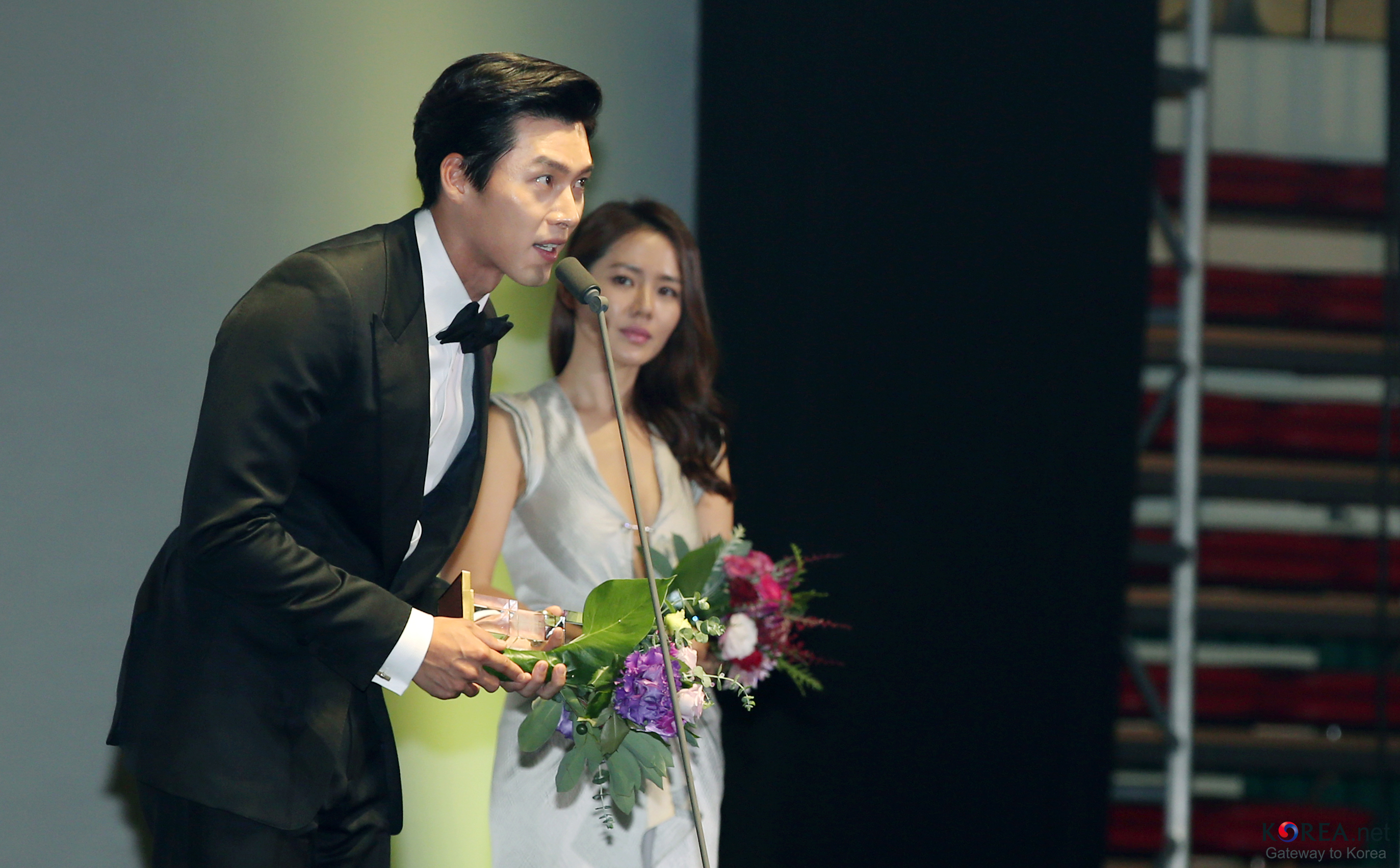
2014年第18屆富川國際奇幻影展上孫藝真頒獎予玄彬

2019年1月21日被臺灣媒體獨家爆料與玄彬在美國洛杉磯一起逛超市後戀愛新聞甚囂塵上，但雙方只承認是一起出遊的好朋友。2021年1月1日被韓媒Dispatch獨家報導為元旦情侶後，正式宣布與玄彬的戀人關係，也是孫藝真出道以來首次公開戀情。
2022年2月10日於個人Instagram公布與男友玄彬即將結婚的消息，3月31日於首爾舉行非公開婚禮。6月27日於個人Instagram公布懷孕消息，11月27日所屬經紀公司宣布平安誕下一子。

## 影視作品

### 電影

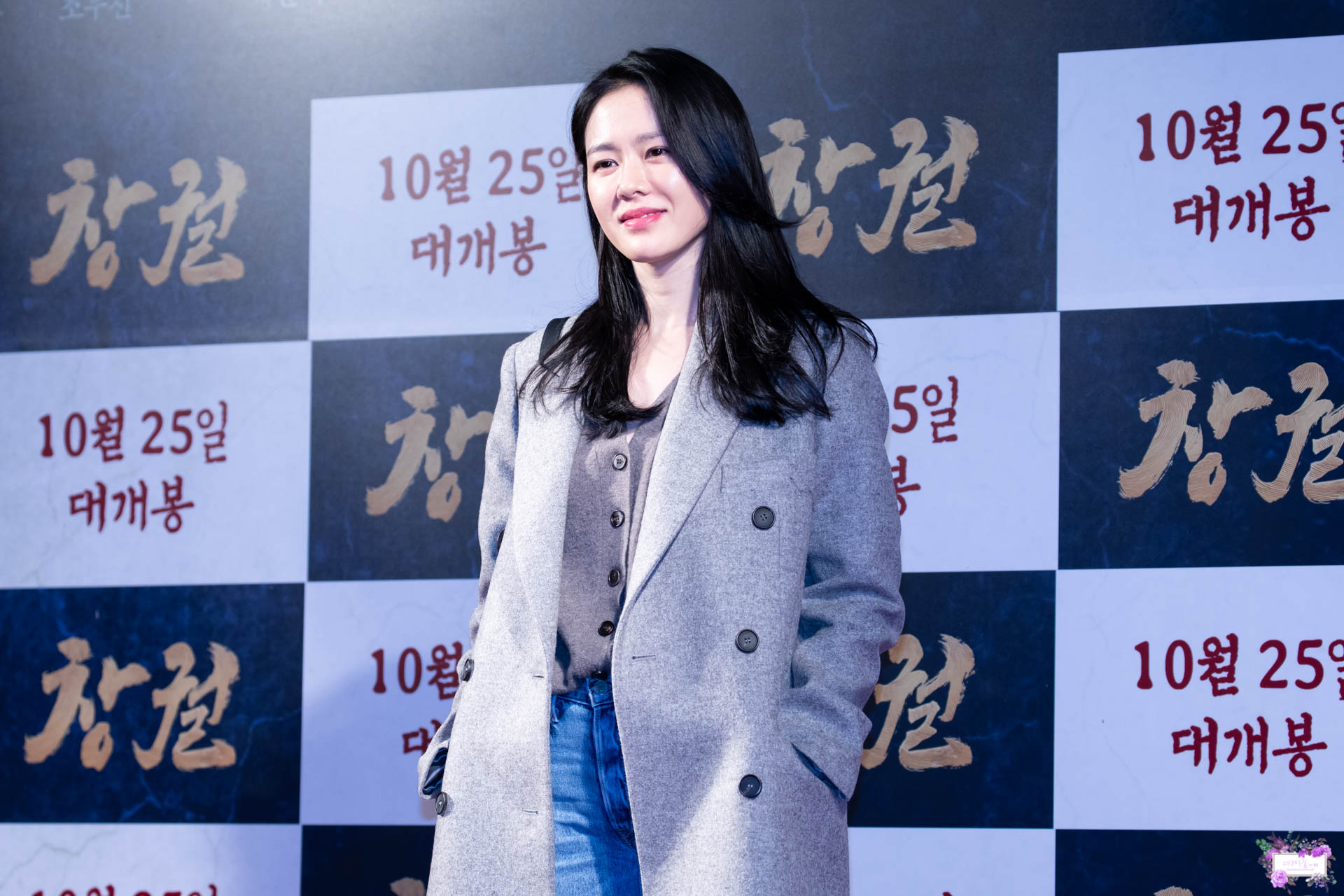
孫藝真2018年出席電影《屍落之城》VIP試映會

| 年份   | 首映日   | 片名             | 角色         | 動員人数(萬) | 損益人数(萬) |
| 2000年 | 2月9日   | 秘密             | （配音）     | -            | -            |
| 2002年 | 5月10日  | 醉畫仙           | 素雲         | -            | -            |
| 2002年 | 9月13日  | 向左愛向右愛     | 沈秀仁       | 233          | -            |
| 2003年 | 1月30日  | 假如愛有天意     | 珠熙／梓希   | 154          | 133          |
| 2003年 | 6月27日  | 我的野蠻初戀     | 日美         | 234          | 150          |
| 2004年 | 11月5日  | 我腦海中的橡皮擦 | 秀真         | 256          | 166          |
| 2005年 | 9月8日   | 外出             | 舒英         | 81           | 216          |
| 2005年 | 12月22日 | 搭讪的法则       | 韓智媛       | 234          | 186          |
| 2007年 | 1月25日  | 五尾狐           | （動畫配音） | -            | -            |
| 2008年 | 1月10日  | 無防備都市       | 白薔薇       | 161          | 160          |
| 2008年 | 10月23日 | 我的花心老婆     | 周仁雅       | 179          | 166          |
| 2009年 | 11月19日 | 白夜行           | 柳美皓       | 95           | 176          |
| 2011年 | 12月1日  | 我的見鬼女友     | 姜予麗       | 301          | 150          |
| 2012年 | 12月19日 | 摩天楼           | 徐允熙       | 518          | 500          |
| 2013年 | 10月24日 | 共犯             | 鄭多恩       | 176          | 150          |
| 2014年 | 8月6日   | 海賊：汪洋爭霸   | 如月         | 866          | 500          |
| 2016年 | 2月4日   | 壞蛋必須死       | 智妍         | 15           | -            |
| 2016年 | 6月23日  | 追兇倒數十五日   | 金妍红       | 25           | 180          |
| 2016年 | 8月10日  | 德惠翁主         | 李德惠       | 559          | 350          |
| 2018年 | 3月14日  | 雨妳再次相遇     | 林秀雅       | 260          | 150          |
| 2018年 | 9月19日  | 極智對決         | 河彩允       | 196          | 300          |
| 2025年 | 待公布   | 無可奈何         | 美莉         |              |              |

### 劇集

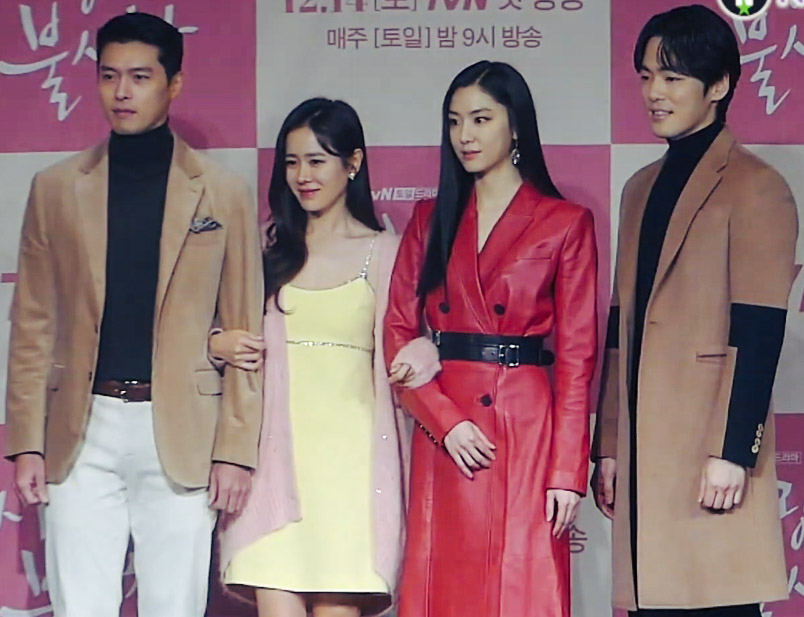
2019年電視劇《愛的迫降》記者發布會

| 年份   | 播放期间          | 播放平台 | 劇名                 | 角色     | 備註 | 最高收视率 |
| 2001年 | 2月7日～3月9日    | MBC      | 美味關係             | 張希愛   | 主演 | 30.9%      |
| 2001年 | 8月20日～10月9日  | MBC      | 善姬與真姬           | 申善姬   | 主演 | 15.0%      |
| 2002年 | 10月12日～1月5日  | SBS      | 大望                 | 崔東熙   |      | 27.7%      |
| 2003年 | 7月7日～9月8日    | KBS      | 夏日香氣             | 沈慧媛   | 主演 | 19.2%      |
| 2006年 | 4月3日～5月23日   | SBS      | 戀愛時代             | 劉恩湖   | 主演 | 16.9%      |
| 2008年 | 5月14日～7月3日   | MBC      | 聚光燈               | 徐友珍   | 主演 | 13.2%      |
| 2010年 | 3月31日～5月20日  | MBC      | 個人取向             | 朴开仁   | 主演 | 13.1%      |
| 2011年 | 1月16日           | SBS      | 秘密花園             | 孫藝真   | 客串 | -          |
| 2013年 | 5月27日～7月30日  | KBS      | 鯊魚                 | 趙海雨   | 主演 | 10.7%      |
| 2018年 | 3月30日～5月19日  | JTBC     | 經常請吃飯的漂亮姐姐 | 尹珍雅   | 主演 | 7.3%       |
| 2019年 | 12月14日～2月16日 | tvN      | 愛的迫降             | 尹世理   | 主演 | 21.7%      |
| 2022年 | 2月16日～3月31日  | JTBC     | 三十九               | 車美昭   | 主演 | 8.122%     |
| 2026年 | 待公布            | Netflix  | 醜聞                 | 趙氏夫人 | 主演 | -          |
| 2026年 | 待公布            | Netflix  | Variety              | 世恩     | 主演 | -          |

## 獲獎與提名列表

### 大鐘賞
| 年份 | 屆數   | 獎項         | 作品               | 結果 | 備註   |
| 2003 | 第40屆 | 最佳女新人獎 | 《假如愛有天意》   | 獲獎 | [ 46 ] |
| 2003 | 第40屆 | 人氣獎       | 《假如愛有天意》   | 獲獎 | [ 47 ] |
| 2014 | 第51屆 | 最佳女主角   | 《海賊：汪洋爭霸》 | 獲獎 | [ 48 ] |
| 2016 | 第53屆 | 最佳女主角   | 《德惠翁主》       | 獲獎 | [ 49 ] |

### 青龍電影獎
| 年份 | 屆數   | 獎項                   | 作品              | 結果 | 備註   |
| 2002 | 第23屆 | 新人女演員             | 《向左愛向右愛 》 | 提名 | [ 50 ] |
| 2003 | 第24屆 | 人氣明星獎             | 《假如愛有天意》  | 獲獎 | [ 51 ] |
| 2005 | 第26屆 | 最佳女主角             | 《外出》          | 提名 | [ 52 ] |
| 2008 | 第29屆 | 最佳女主角             | 《老婆結婚了》    | 獲獎 | [ 53 ] |
| 2008 | 第29屆 | 人氣明星獎             | 《老婆結婚了》    | 獲獎 | [ 54 ] |
| 2008 | 第29屆 | 最佳情侶獎（與金柱赫） | 《老婆結婚了》    | 獲獎 | [ 53 ] |
| 2010 | 第31屆 | 人氣明星獎             | 《白夜行》        | 獲獎 | [ 55 ] |
| 2014 | 第35屆 | 最佳女主角             | 《共犯》          | 提名 | [ 56 ] |
| 2016 | 第37屆 | 最佳女主角             | 《德惠翁主》      | 提名 | [ 57 ] |
| 2016 | 第37屆 | 人氣明星獎             | 《德惠翁主》      | 獲獎 | [ 58 ] |

### 百想藝術大賞
| 年份 | 屆數   | 獎項                      | 作品               | 結果 | 備註   |
| 2003 | 第39屆 | 電影部門 女子新人演技賞   | 《假如愛有天意》   | 獲獎 | [ 59 ] |
| 2007 | 第43屆 | 電視部門 女子最優秀演技獎 | 《戀愛時代》       | 獲獎 | [ 60 ] |
| 2009 | 第45屆 | 電影部門 女子最優秀演技獎 | 《老婆結婚了》     | 獲獎 | [ 61 ] |
| 2010 | 第46屆 | Instyle Fashionistar獎    | 不適用             | 獲獎 | [ 62 ] |
| 2012 | 第48屆 | 電影部門 女子最優秀演技獎 | 《我的見鬼女友》   | 提名 | [ 63 ] |
| 2012 | 第48屆 | 電影部門 女子人氣獎       | 《我的見鬼女友》   | 提名 |        |
| 2013 | 第49屆 | 電影部門 女子人氣獎       | 《火燒108大樓》    | 提名 |        |
| 2015 | 第51屆 | 電影部門 女子最優秀演技獎 | 《海賊：汪洋爭霸》 | 提名 | [ 64 ] |
| 2015 | 第51屆 | 電影部門 女子人氣獎       | 《海賊：汪洋爭霸》 | 提名 |        |
| 2017 | 第53屆 | 電影部門 女子最優秀演技獎 | 《德惠翁主》       | 獲獎 | [ 65 ] |
| 2017 | 第53屆 | 電影部門 女子人氣獎       | 《德惠翁主》       | 提名 |        |
| 2018 | 第54屆 | 電影部門 女子最優秀演技獎 | 《雨妳再次相遇》   | 提名 | [ 66 ] |
| 2018 | 第54屆 | 電影部門 女子人氣獎       | 《雨妳再次相遇》   | 提名 |        |
| 2020 | 第56屆 | 電視部門 女子最優秀演技獎 | 《愛的迫降》       | 提名 | [ 67 ] |
| 2020 | 第56屆 | 最佳人氣獎                | 《愛的迫降》       | 獲獎 | [ 68 ] |

### 其他影視獎項
| 年份 | 頒獎典禮                                                    | 獎項                       | 作品                           | 結果 | 備註    |
| 2001 | 第28屆MBC演技大賞                                           | 女子新人獎                 | 《美味關係》                   | 獲獎 | [ 69 ]  |
| 2002 | 第22屆韓國電影評論家協會獎                                  | 最佳女新人                 | 《向左愛向右愛》               | 獲獎 | [ 70 ]  |
| 2003 | 第2屆韓國電影大賞                                           | 最佳新人女演員獎           | 《假如愛有天意》               | 提名 | [ 71 ]  |
| 2004 | 第9屆莫斯科電影節                                           | 最佳銀幕情侶獎（與曹承佑） | 《假如愛有天意》               | 獲獎 | [ 72 ]  |
| 2005 | 第13屆春史電影獎                                            | 最佳女主角                 | 《外出》                       | 提名 | [ 73 ]  |
| 2006 | 第51屆亞太影展                                              | 最佳女主角                 | 《外出》                       | 獲獎 | [ 74 ]  |
| 2006 | 中國金雞百花電影節                                          | 最佳外語片女主角           | 《我腦海中的橡皮擦》           | 獲獎 | [ 75 ]  |
| 2006 | 第13屆SBS演技大賞                                           | 女子最優秀演技賞           | 《戀愛時代》                   | 獲獎 | [ 76 ]  |
| 2006 | 第13屆SBS演技大賞                                           | 十大明星獎                 | 《戀愛時代》                   | 獲獎 | [ 76 ]  |
| 2008 | 第2屆Mnet 20's Choice Awards                                | 電影女明星獎               | 《無防備都市》                 | 提名 | [ 77 ]  |
| 2008 | 第4屆韓國大學電影節                                         | 最佳女主角                 | 《老婆結婚了》                 | 獲獎 | [ 78 ]  |
| 2008 | 第7屆韓國電影大賞                                           | 最佳女主角                 | 《老婆結婚了》                 | 提名 | [ 79 ]  |
| 2008 | 第1屆亞洲時尚偶像獎                                         | 女演員本賞                 | 不適用                         | 獲獎 | [ 80 ]  |
| 2008 | 第1屆亞洲時尚偶像獎                                         | Fun·Fearless·Female賞      | 不適用                         | 獲獎 | [ 80 ]  |
| 2008 | 第35屆MBC演技大賞                                           | 女子人氣獎                 | 《聚光燈》                     | 提名 | [ 81 ]  |
| 2010 | 第1屆首爾文化藝術大賞                                       | 最佳電影女演員             | 《白夜行》                     | 獲獎 | [ 82 ]  |
| 2010 | 第10屆亞太製片人協會 （Asia-Pacific Producer Network，APN） | 亞洲電影人物獎             | 《白夜行》                     | 獲獎 | [ 83 ]  |
| 2010 | 第37屆MBC演技大賞                                           | 女子人氣獎                 | 《個人取向》                   | 提名 | [ 84 ]  |
| 2010 | 第37屆MBC演技大賞                                           | 最佳CP獎（與李敏鎬）       | 《個人取向》                   | 提名 | [ 85 ]  |
| 2013 | 第27屆KBS演技大賞                                           | 女子最優秀演技獎           | 《鯊魚》                       | 提名 | [ 86 ]  |
| 2014 | 第18屆富川國際幻想電影節                                    | 製作人選擇獎               | 不適用                         | 獲獎 | [ 87 ]  |
| 2014 | 韓國電影演員協會－2014明星之夜                              | 頂級明星獎                 | 《海賊：汪洋爭霸》             | 獲獎 | [ 88 ]  |
| 2015 | 第10屆MAX MOVIE最佳電影賞                                   | 最佳女演員獎               | 《海賊：汪洋爭霸》             | 提名 | [ 89 ]  |
| 2016 | 第25屆釜日電影獎                                            | 最佳女主角                 | 《追兇倒數15日》               | 獲獎 | [ 57 ]  |
| 2016 | 第36屆韓國電影評論家協會獎                                  | 最佳女主角                 | 《追兇倒數15日》               | 獲獎 | [ 57 ]  |
| 2016 | 第17屆釜山電影評論家協會獎                                  | 最佳女主角                 | 《追兇倒數15日》               | 獲獎 | [ 23 ]  |
| 2016 | 第17屆年度女性電影人獎                                      | 最佳演技獎                 | 《追兇倒數15日》               | 獲獎 | [ 90 ]  |
| 2016 | 第3屆韓國電影製片人協會獎                                   | 最佳女主角                 | 《追兇倒數15日》、《德惠翁主》 | 獲獎 | [ 91 ]  |
| 2017 | 第22屆春史電影獎                                            | 最佳女主角                 | 《追兇倒數15日》               | 獲獎 | [ 92 ]  |
| 2017 | 第8屆年度電影獎                                             | 最佳女主角                 | 《德惠翁主》                   | 獲獎 | [ 93 ]  |
| 2017 | 第11屆亞洲電影大獎                                          | 最佳女主角                 | 《德惠翁主》                   | 提名 | [ 94 ]  |
| 2018 | 第13屆首爾國際電視節                                        | 韓流連續劇女子演技獎       | 《經常請吃飯的漂亮姐姐》       | 獲獎 | [ 95 ]  |
| 2018 | 第23屆亞洲電視大獎                                          | 最佳女主角                 | 《經常請吃飯的漂亮姐姐》       | 提名 | [ 96 ]  |
| 2018 | 第6屆APAN Star Awards                                       | 大賞                       | 《經常請吃飯的漂亮姐姐》       | 提名 | [ 97 ]  |
| 2018 | 第6屆APAN Star Awards                                       | K-Star人氣女演員獎         | 《經常請吃飯的漂亮姐姐》       | 提名 | [ 97 ]  |
| 2018 | 第2屆The Seoul Awards                                       | 電視部門最佳女主角         | 《經常請吃飯的漂亮姐姐》       | 提名 | [ 98 ]  |
| 2018 | 第2屆The Seoul Awards                                       | 電影部門最佳女主角         | 《雨妳再次相遇》               | 獲獎 | [ 99 ]  |
| 2018 | 第2屆The Seoul Awards                                       | 人氣獎                     | 《雨妳再次相遇》               | 獲獎 | [ 100 ] |
| 2020 | 第15屆首爾國際電視節                                        | 韓流連續劇女子演技獎       | 《愛的迫降》                   | 獲獎 | [ 101 ] |
| 2021 | 第7屆APAN Star Awards                                       | 迷你劇 女子最優秀演技賞    | 《愛的迫降》                   | 提名 | [ 102 ] |
| 2021 | 第7屆APAN Star Awards                                       | KT Seezn Star獎            | 《愛的迫降》                   | 獲獎 | [ 103 ] |

### 國家與個人榮譽
| 年度 | 名稱                    | 獎項     | 備註             |
| 2015 | KOPA & NIKON 新聞攝影獎 | 最上鏡獎 | [ 104 ]          |
| 2018 | 第9屆韓國大眾文化藝術獎 | 總理表彰 | [ 註 2 ] [ 105 ] |
| 2020 | 全球百大美女            | 1        | [ 註 3 ] [ 106 ] |

## 社會與公益活動
2007年1月與金亞中及著名男高音林亨洙被任命為宣傳大使參加了天生面部畸形兒童手術基金慈善拍賣「美麗的臉」活動，每年將資助12名患兒實施手術的費用。2011年9月與眾多頂級韓流明星一起參與「彩虹計劃」，透過慈善拍賣自己心愛的物品，將所有收益捐贈給非洲兒童提供藝術教育並設立獎學基金；2013年5月將在電視劇《鯊魚》製作發布會上收到粉絲送的160公斤大米捐給指定的獨居老人。
2020年2月因COVID-19疫情向故鄉大邱的公益機構捐獻了1億韓元，為救治與隔離的行動提供實際幫助。2023年3月與丈夫玄彬一起透過「希望橋全國救災協會」向慶尚北道蔚珍郡山林大火捐贈2億韓元，用於支援緊急救助物品與災民物資；2024年1月夫妻倆再度以共同名義向首爾峨山醫院及慈善機構旗下的棄嬰保護艙捐贈1.5億韓元，希望可以幫助單親媽媽家庭以及資助青少年的醫療費。於同月更舉辦了個人慈善義賣會，將自己過往活動或戲劇作品中曾用過的服飾、珍藏品慷慨捐出進行義賣，全數收益4千萬韓元捐贈於增進殘疾人福利以及支援發育殘疾人自立等。

## 備註
1. ↑  tvN歷代收視最高紀錄後於2024年被同樣由朴智恩編劇的《淚之女王》超越。[28]
2. ↑  出道以來第一次以真名獲獎
3. ↑  由亞洲知名媒體Starmometer舉辦投票

## 外部連結
- 孫藝真的Instagram帳戶
- 孫藝真的Instagram帳戶（2025年新增）
- 孫藝真在NAVER上的资料
- 孫藝真在Daum上的资料